# Jean-Baptiste Graziani
Jean-Baptiste Graziani dit Gratien (né à Crescentino le  24 juin 1747, mort à Rouen le 4 juin 1799) est un ecclésiastique italien qui fut évêque constitutionnel de la Seine-Inférieure 1792 à 1799.

## Biographie
Giovanni Batisto Graziani dont le nom est francisé en Gratien est né dans le Piémont. Prêtre lazariste, il devient le supérieur du séminaire de Rouen. Profondément gallican lorsque survient la Révolution française, il adhère à la Constitution civile du clergé et prête le serment. Il devient le premier vicaire épiscopal du 1er évêque constitutionnel du nouveau diocèse de Seine-Inférieure. Après la démission de Louis Charrier de La Roche, il est élu évêque le 26 février 1792 et sacré dans la cathédrale de Rouen le 29 suivant. Après la suppression des cultes en 1793, il est sommé de se démettre. Il refuse et il est emprisonné à Saint-Yon puis à Versailles. Libéré début 1795, il séjourne à Paris de février à octobre et adhère au groupe des « Réunis ». Il revient ensuite à Rouen où il publie un mandement et tente avec difficultés de gérer son diocèse. Il participe au Concile de 1797 et meurt à Rouen le 4 juin 1799.
Jean-Baptiste Gratien qui est un intellectuel avait publié plusieurs ouvrages en 1790-1791 afin de défendre son attachement à la constitution civile :
- Exposition de mes sentimens sur les vérités, auxquelles on prétend que la constitution civile du clegé donne atteinte...
- Contraste de la réformation anglicane, par Henri VIII et de la réformation gallicane, par l'Assemblée constituante

Puis comme évêque: Instruction pastorale, sur la continence des ministres de la religion & Lettre circulaire... au clergé de son diocèse, sur l'administration des sacrements de baptême et de mariage